# Пивоварна София
„Пивоварна София“ АД е акционерно дружество – бивша пивоварна фабрика в София, България, основано през 1905 г. под името „Македония" АД, и прекратило самостоятелното си съществуване през 2011 г.
Дружеството е правоприемник на Акционерно пивоварно дружество „Македония“ (1905 – 1947), Пивоварна фабрика „Люлин“ (1948 – 1968), Държавен пивоварен завод „Люлин“ (1968 – 1990), Държавна фирма „Люлин“ (1990 – 1991), и „Пивоварна Люлин“ АД (1991 – 1998).

## Акционерно пивоварно дружество „Македония“ (1905 – 1947)
През 1903 – 1905 г. в София се построява нова пивоварна фабрика по проект на архитект Наум Торбов. Строителството на сградите на фабриката, намираща се в гр. София, на ул. Козлодуй № 115, завършва през 1905 г. Фабриката е оборудвана с нови чешки машини и съоръжения. През 1905 г. започва производството на пиво. Фабриката функционира под името Акционерно пивоварно дружество „Македония“ АД.. Основен акционер и директор на фабриката е Спиро Халиолчев. Впоследствие като главни майстори пивовари във фабриката работят неговия син Петър Халиолчев, който завършва пивоварство в Берлин , Франтишек (Франц) Милде, внук на Франц Карл Милде – основателя на шуменската пивоварна, и Рудолф Ламберт Коцик. 
По време на Първата световна война множество по малки пивоварни фабрики фалират. През 1918 г. в България има останали само 18 пивоварни, от които три са в София – „Братя Прошекови“, „Павлово“ и „Македония“.
Спадът в производството на бира в България, особено след 1925 г., дължащ се на тежката акцизна политика на българското правителство, за сметка на поощряване на винарската индустрия, след Първата световна война принуждава собствениците на пивоварни фабрики в България да образуват на 3 април 1927 г. пивоварен картел, в който влизат всички съществуващи към момента 18 фабрики. По решение на картела се затварят 12 пивоварни фабрики. „Македония“ остава една от шестта действащи пивоварни фабрики в страната. Затворените фабрики спират производство и част от тях продължават да функционират само като депозитни складове за продажба на пиво на останалите 6 пивоварни. Създаването на картела не успява да преодолее спада и различията. През 1931 г. пивоварния картел престава да съществува.
След разпадането на картела пивоварната фабрика „Македония“ продължава да работи. Оборудвана е с двусъдова варилна инсталация с капацитет 10000 литра. Във ферментационното отделение са монтирани 10 дървени каци от по 10000 литра, а избата е снабдена с дървени бъчви от по 5000 литра. Фабриката има собствен парен котел, парна машина, амонячен компресор, отделение за охлаждане и др. Охлаждането на пивната мъст се извършва в открити хладилни тави и открит охладител (кюл апарат). Пивото се филтрира чрез памучно азбестови филтри и се продава в стъклени бутилки от 0,4 и 0,6 литра, и в бурета от по 25,50, 100 и 200 литра. 
Годишното производство на фабриката през 1928 – 1938 г. се движи между 600 000 и 800 000 литра.  Спадът в производството е преодолян чак в края на 1930-те години.
През 1940 г. „Българско пивоварно дружество Шумен – Русе“ АД става основен акционер на софийската пивоварна фабрика „Македония“ и се утвърждава като основен производител и търговец и в Западна България.  През 1943 г. софийската фабрика произвежда 2 192 900 литра, през 1944 г. – 2 212 900 литра, за да достигне през 1947 г. до 3 992 700 литра.

## Пивоварна фабрика „Люлин“ (1948 – 1991)
На 23.12.1947 г. Народното събрание приема Закон за национализацията на частните индустриални и минни предприятия и банки. В този ден всички пивоварни фабрики са национализирани и включени в състава на Държавното индустриално обединение „Хранителна индустрия“ към Министерството на индустрията и занаятите. В списъка на национализираните предприятия, в раздел „Бирени фабрики“, е включено и Акц. пивоварно д-во „Македония“, София.
След национализацията на фабриката, за неин директор е назначен Здравко Милев, и тя функционира като самостоятелно предприятие под името Пивоварна фабрика „Люлин“ в състава на ДИО „Хранителна индустрия“. През 1952 г. пивоварните предприятия в страната преминават към ДСП „Винпром“. При преминаването на пивоварните предприятия на подчинение на ДСП „Винпром“ се обособява като негово подчинено предприятие ДИП „Софийско пиво“, в състава на което са включени като цехове двете софийски пивоварни фабрики – цех „Люлин“ и цех „Витоша“, както и фабриката за малц в Гара Елин Пелин. На 1 май 1964 г. пивоварните фабрики в страната се обособяват в ОДСП „Българско пиво“, което през 1966 г. се преименува в ДСО „Българско пиво“.. От 1 юли 1964 г. пивоварна фабрика „Люлин“ става самостоятелно предприятие към ОДСП „Българско пиво“.
След националазацията производството на пиво започва бързо да расте, като успоредно с това се обновява и оборудването на фабриката. През 1948 г. са произведени 4 069 700 литра, през 1950 – 6 080 800 л., през 1952 г. – 5 100 000 литра, през 1954 г. – 8 407 000 литра, през 1956 г. – 11 215 500 литра, през 1958 г. – 13384 800 литра, през 1959 г. – 14 389 800 литра, през 1962 г. – 17 038 800 литра, през 1964 г. – 16 673 400 литра, през 1966 г. – 15 412 000 литра, през 1968 г. – 19 821 000 литра, през 1970 г. – 22 680 000 литра.  През периода 1951 – 1953 г. има известен спад в произведената продукция, поради извършената през този период подмяна на двусъдната варилна инсталация с четирисъдна. До 1956 г. се извършва цялостна модернизация на съоръженията – подменят се дървените каци и бъчви с железни съдове, подобрява се производството на малц, преустройва се мелницата за малц, увеличава се капацитета на варилната инсталация, внедряват се нови бързоферментиращи щамове дрожди, въвежда се двойното филтриране, дообзавежда се лабораторията за химически анализ. През 1965 г. се извършва нова модерницзация на производството: внедрява се нова линия за охлаждане и избистряне на пивната мъс, в експплоатация влизат нови сепаратори, платен-апарати и кизелгуров филтър; въвежда се в експлоатациа нова инсталация за развитие на чиста култура дрожди; монтират се нови 32 депозитни съда с обща вместимост 450 000 литра, с което общата депозитна вместимост на предприятието достига 1 750 000 литра; доставя се и се монтира нова линия за измиване и пълнене на пивото в бутилки.
През 1968 г. фабриката се преименува в Пивоварен завод „Люлин“. През периода 1970 – 1990 г. предприятието продължава да се разширява и модернизира. До 1975 г. се реконструира старата административна сграда, ликвидира се старото бурепълначно отделение и се изгражда ново в бившия склад за ечемик; на мястото на старото бурепълначно се създава отделение за филтрация, съоръжено с ново оборудване – кизелгуров и шахтов филър, доставени от „Енцингер“, Германия и преохладител; изгражда се ново ферментационно отделение с 28 бр.закрите ферментационни съдове; старите парни котли се заменят с нови мазутни; изгражда се авторемонтна работилница; монтира се мелница за мокро смилане на малца. През втория етап от модернизацията (1975 – 1982) се изгражда ново депозитно отделение с 96 бр. депозитни съдове с вместимост от по 35 000 литра; изгражда се но склад за суровини и хмелохранилище; изгражда се ново бутилково отделение и се монтира нова бутилкова линия БФ-60-К; изгражда се ново варилно отделение в което се монтира нова варилна инсталация тип „Комби“, произведена в ГДР; изгражда се силозно стопанство за малц 6 бр. силози от по 45 тона всеки; изгражда т се приемен бункер за малц и тунел за транспортирането му до силозите; извършва се пълна реконструкцияа на хладилното отделение като се монтират нови хладилни компресори, охладител, платенапарат, аспирационна система и инсталация за зареждане с амоняк; доставят се два нови френски парни котли; монтират се съоръжения за каскадно пречистване на малца; както и три бр. съдове за предварителна обработка на хмела; монтира се нова полска инсталация за развитие на чиста култура дрожди. 
През 1983 – 1984 г. се инсталира нова поточна линия за пълнене на бурета тип кег, германско производство; през 1985 г. се монтира английска инсталация за разреждане на „тежко пиво“; през 1987 г. се изгражда нов склад за материали; през 1989 г. се монтира нова българска бутилкопълначна линия.  Годишното производство е около 15 000 000 литра пиво, което се продава в цялата страна. Т`ърговските марки на пивоварната са „Люлин“, „София“ и „Шопско“.
С Решение № 152/06.12.1990 г. на министъра на земеделието и хранителната промишленост се образува фирма с държавно имущество „Люлин" – гр. София. През 1991 г. в търговския регистър при СГС е вписана Държавна фирма „Люлин", като правоприемник на активите и пасивите на Пивоварен завод „Люлин" от прекратеното СО „Българско пиво".
С ПМС № 176/05.09.1991 г. държавната фирма се преобразува в „Люлин „АД, като правоприемник на активите и пасивите на ДФ“Люлин", което се вписва в търговския регистър през 1991 г.

## „Пивоварна Люлин“ АД (1991 – 1998)
През 1990-те години пивоварна „Люлин“ произвежда сериите „Шопско пиво“, „София – Пилзен“ и „Тъмно пиво – София“.
В края на 1997 година 80% от пивоварна „Люлин“ са закупени за 410 хиляди долара от българската фирма „Пилс Радев и сие“.

## „Пивоварна София“ АД (1998 – 2011)
През 1998 г. Софийският градски съд пререгистрира „Пивоварна Люлин“АД под ново име „Пивоварна София“АД. Предприятието разполага с 3 цеха ца бутилиране: цех за бутилиране на пиво в стъклен амбалаж, 0500 л., цех за бутилиране в PET-бутилки в разфасовки от 0,500 до 2,200 л. и цех за бутилиране на безалкохолни напитки в стъклени и PET-бутилки в разфасовки от 0,500 до 2,000 л. През 2004 г. предприятието успява да реализира 2 000 000 л. пиво за износ в Република Албания и Република Ирак.
През периода 2003 – 2005 г. дружеството изпитва сериозни финансови затруднения и към 31.12.2005 г. счетоводната загуба е в размер на 2 289 000 лева. През 2006 г. пивоварната спира производството на пиво, спира да плаща и своите задължения, като прехвърля активите си на трети лица. В началото на месец март 2006 г. „Агро инвест инженеринг“ АД, мажоритарен собственик на „Ломско пиво“ АД, купува търговските марки „Шопско“ и „Sofia Brewery Premium Lager“ от „Класик фудс“ ООД, за 51 000 лв. без ДДС.
През 2007 г. Агенцията за държавни вземания завежда дело за обявяване на дружеството в несъстоятелност. С решение от 27.03.2009 г. по т.д. № 1592/2007 г., СГС обявява неплатежоспособността на „Пивоварна София“АД, определя начална дата на неплатежоспособността 18.07.2006 г. и открива производство по несъстоятелност на дружеството. С решение от 04.02.2010 г. СГС спира производството по делото, поради липса на налично имущество на длъжника, което да покрие разноските по несъстоятелността. Тъй като в едногодишен срок от спирането не е поискано възобновяване на производството с Решение от 01.03.2011 г. СГС прекратява производството по т.д. № 1592/2007 г. по описа на СГС, и постановява заличаване от търговския регистър на „Пивоварна София“АД (в несъстоятелност). Решението влиза в сила на 15.03.2011 г.